# Palmones
Palmones es una aldea (pedanía) perteneciente al término municipal de Los Barrios en la comarca del Campo de Gibraltar, provincia de Cádiz, comunidad autónoma de Andalucía, en España.

## Etimología
Palmones recibe su nombre por el río que desemboca en este pueblo costero, el río Palmones.

## Economía local
En su origen era una aldea de pescadores, actualmente se debe a esta actividad así como a la industria del Campo de Gibraltar. En Palmones se encuentra la planta de la compañía fabricante de acero inoxidable Acerinox. Gran cantidad de centros comerciales y tiendas se encuentran en los polígonos de Palmones, destacando entre ellas Carrefour.

## Turismo
La playa de Palmones está dispuesta entre las desembocaduras de los ríos Palmones y Guadarranque.
En su desembocadura, el río Palmones conforma un espacio marismeño que se asienta sobre los materiales que ha depositado a su paso. El paraje está formado por tres zonas diferenciadas: una cadena de dunas, de una longitud cercana al kilómetro; una marisma, atravesada por multitud de canales y pozos intermareales; y una zona encharcable, que representa los restos de la marisma desecada en otro tiempo.
Lo más singular de Palmones, en relación con los demás humedales de la comarca, es su estuario mediterráneo con características atlánticas. Sus fangos están cubiertos de un tapiz vegetal de especies adaptadas a altas concentraciones salinas, como carrizos, salicornias y juncos.
La localización geográfica de este enclave es idónea para la avifauna, ya que abarca el principal frente de aves migratorias en su viaje intercontinental. La riqueza ornitológica es muy importante, con más de 350 especies censadas, destacando por su abundancia los chorlitejos, los correlimos y las garzas.